# Kamienica przy ulicy Stawowej 13 w Katowicach
Kamienica przy ulic Stawowej 13 w Katowicach – zabytkowa kamienica mieszkalno-usługowa z 1893 roku, przy ulicy Stawowej 13 (róg z ulicą 3 Maja) w Katowicach-Śródmieściu. Powstała ona w stylu neobarokowym wg projektu firmy Ignatza Grünfelda, a biegiem czasu kamienica ta kilkukrotnie zmieniała swoich właścicieli. W 2002 roku uległa ona pożarowi, po którym nie odbudowano górującej nad nią charakterystycznej kopuły. Kamienica wpisana jest do rejestru zabytków nieruchomych województwa śląskiego

## Historia

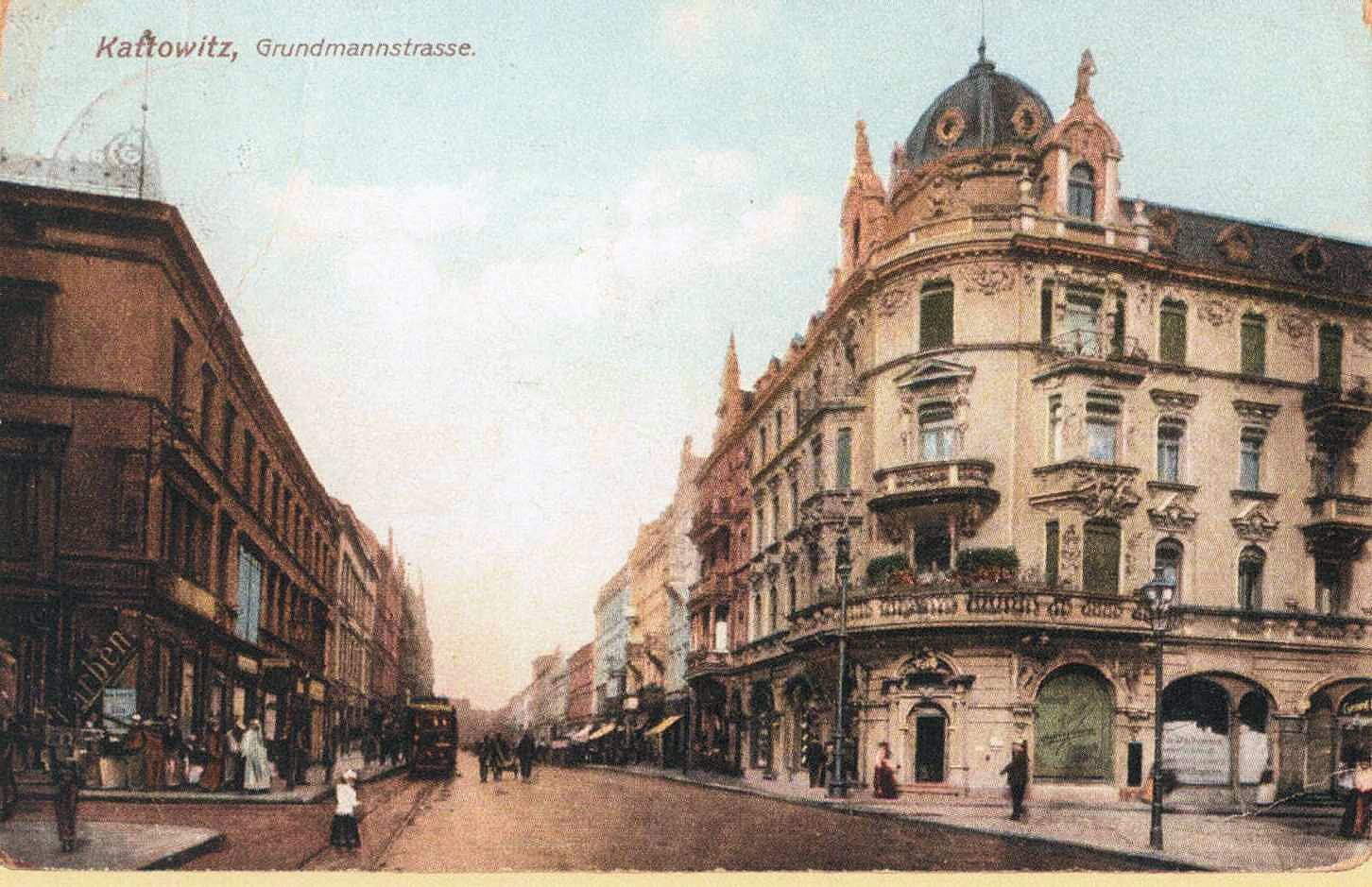
Widok z około 1908 roku

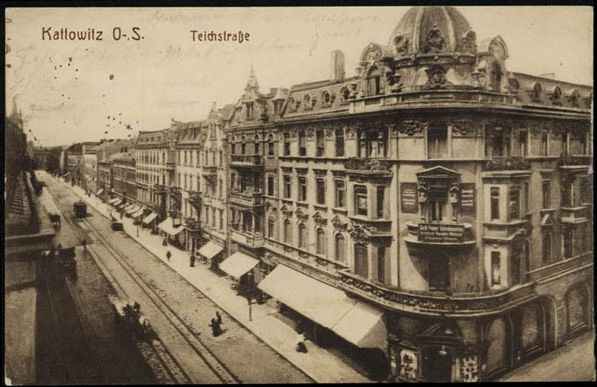
Widok z około 1916 roku

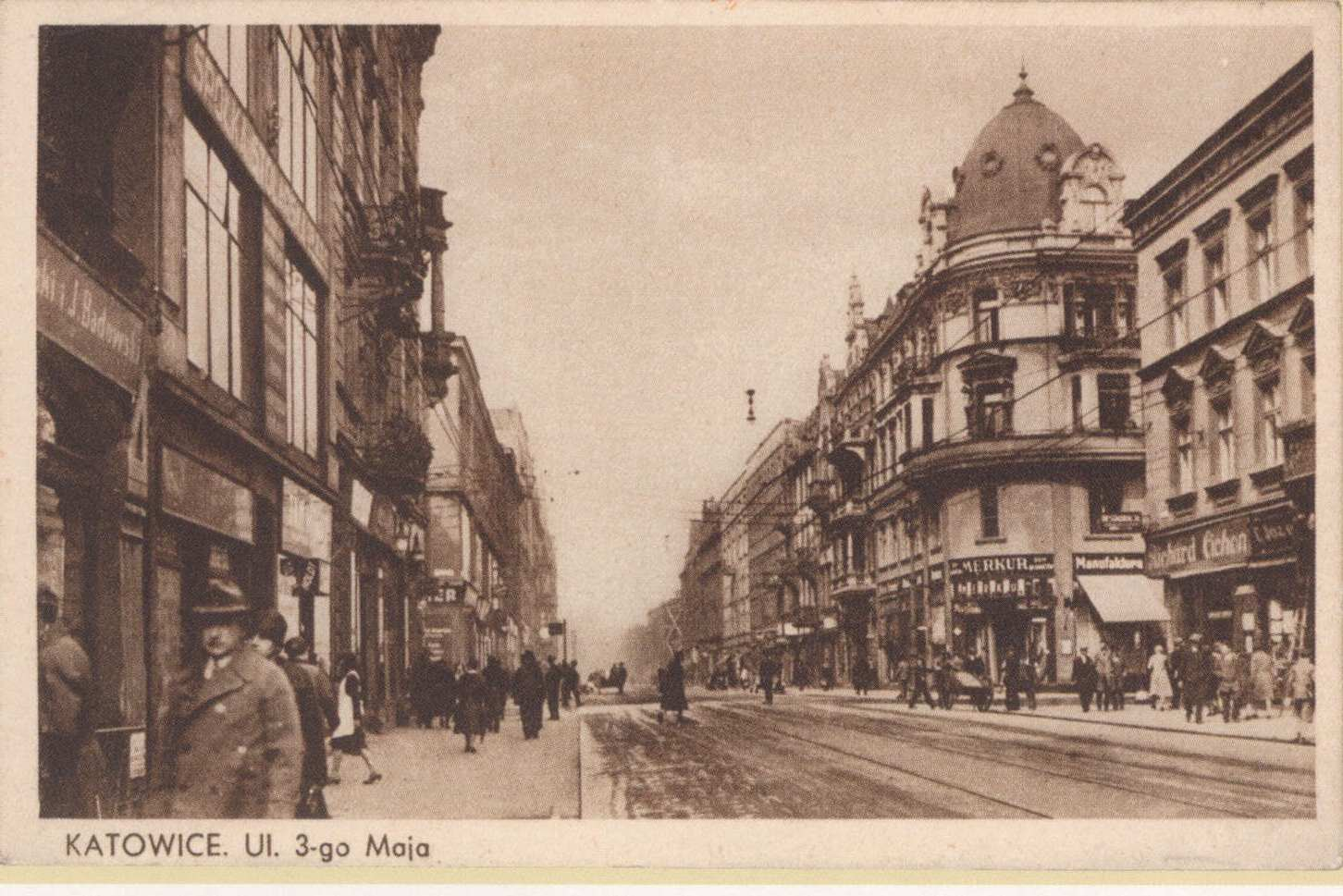
Kamienica w latach 30 XX wieku

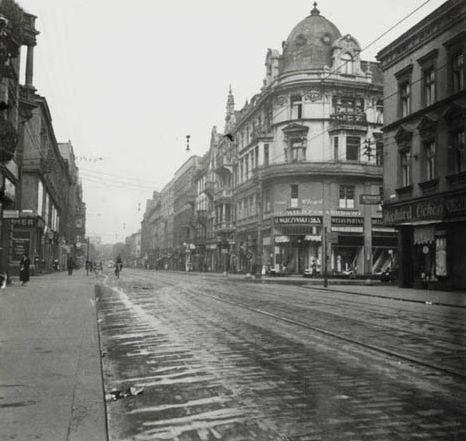
Widok z około 1939 roku

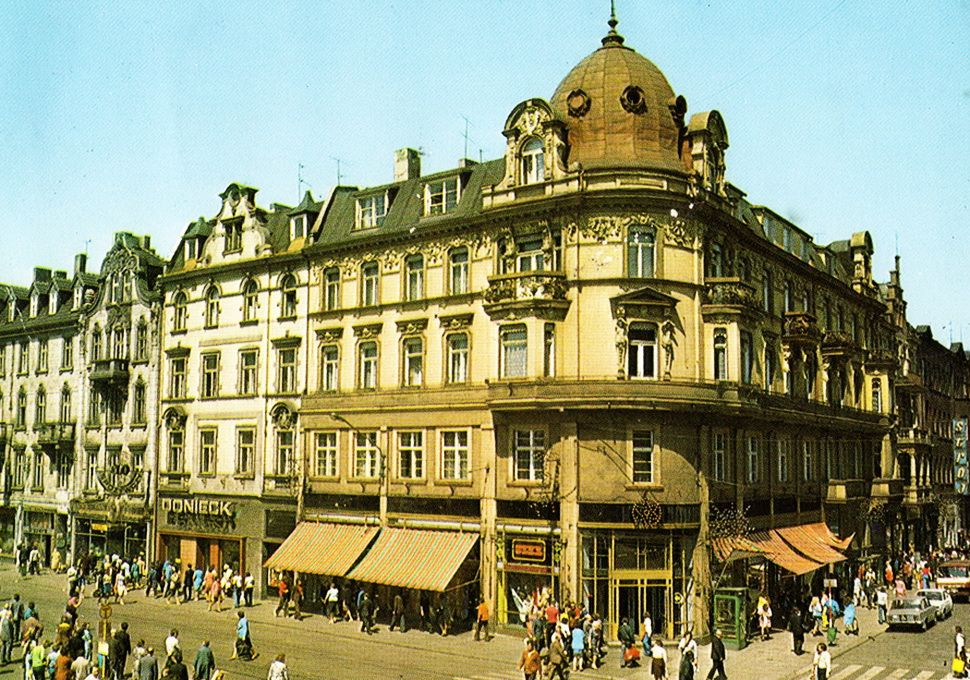
Kamienica w latach 70. XX wieku

Kamienica wzniesiona w 1893 roku według projektu firmy Ignatza Grünfelda w stylu neobarokowym. Pierwotnie posiadała adres Teichstrasse 5-7 i należała do firmy Grünfeldów, następnie do Grunfeld’s Erben (Spadkobiercy Grünfelda). W latach 1905–1911 mieszkali tu: kupcy Martin Siebner, Max Wachsmann, Herman Wante, Jakob Neumann, dyrektor Richard Daubner, inspektor Robert Stodlisch, nauczyciele Maria Domay i Louis Armitage, fryzjerzy Josef Zwickirsch i Georg Höchler oraz dentysta Wilhelm Schrammen. Swą siedzibę miało przedsiębiorstwo drzewne Russek & Wajda oraz firma Waytz & Freitag.
Około 1910 roku wykonano podłączenie wodno-kanalizacyjne, powstałe według projektu biura technicznego M. Herdemerten z Katowic. Po 1914 roku właścicielem domu był Ryszard Cichoń. Wówczas zmieniono rozplanowanie pomieszczeń parteru i piętra, przystosowując je do celów biurowych i usługowo-handlowych. Planowano zabudowę dębowych schodów łączących parter z pierwszym piętrem.
W dwudziestoleciu międzywojennym obiekt był własnością przedsiębiorstwa Caesar-Wollheim. Swoje siedziby miały tu firmy: Bayernische Versicherungsbank (Bawarskie Towarzystwo Ubezpieczeniowe), katowicki oddział spółki „Polski Lloyd”, część administracji hrabiego Tiele-Wincklera oraz Zjednoczone Kopalnie Górnośląskie „Progress”. W lokalu na pierwszym piętrze odbywały się zebrania Związku Żydów Uczestników Walk o Niepodległość Polski. Lokatorami byli: lekarz Konrad Jarczyk, urzędnicy Alfons Arczyński, Jan Frach i Henryk Połłak, wdowa Helena Schrammen oraz adwokat dr Kwiatek. Narożny sklep mieścił branże związane z tekstyliami.
W 1924 roku zmieniono wystrój elewacji pierwszego piętra i przebudowano je na lokale biurowe spółki Caesar-Wollheim. Prace wykonała firma budowlana R. Patoschka z Katowic. W 1926 roku przedsiębiorstwo budowlane Brunona Iwańskiego wymieniło pokrycie dachowe kopuły narożnej. Zamontowano też windę ręczną. W 1929 roku firma Józefa Artelata odświeżyła fasadę, natomiast dwa lata później w 1931 roku odnowiono sufit na poddaszu według projektu Jerzego Menzla.
W czasie II wojny światowej kamienica należała do braci Viktora i Reinharda Drostów. Po 1945 roku mieściło się tu Zjednoczenie Energetyczne Okręgu Górnośląskiego (późniejszy Zakład Zbytu Energii). W 1948 roku wykonano remont dachu, a trzy lata później swą siedzibę ulokował tu Powszechny Sklep Spożywczy (Gastronom), jeden lokal zaadaptowano na cele PSS oraz naprawiono luźne partie fasady, gzymsów i balkonów. W 1955 roku przebudowano część wnętrz (piwnica i parter) według projektu Janusza Warunkiewicza. W tym czasie mieścił się tu sklep Gallux, po jego likwidacji Dom Handlowy Tekstyl.
Po 1990 oku właścicielem została Marion Keas. Mieścił się tu Dom Handlowy Michał Habas. Jeszcze w tym samym roku wykonano instalację gazową, a w latach 1994–1995 odnowiono i przebudowano elewację parteru według projektu Marka Mikulskiego. W 1998 roku biuro architektoniczne Konior Studio T. Koniora wykonało adaptację wnętrz dla potrzeb DH Habas. W 2002 roku budynek uległ częściowemu zniszczeniu podczas pożaru. W latach 2004–2007 przeprowadzono kompleksowy remont, lecz nie odtworzono narożnej kopuły.
Od 2010 roku obiekt należy do firmy Apartamenty Stawowa 13. W 2019 roku parter budynku zajmowały: Bank Millennium i Salon Firmowy T-Mobile.
W kamienicy Katarzyna Bonda umieściła akcję swej powieści Tylko martwi nie kłamią. W książce budynek nosi nazwę Keiserhof, nawiązując do nieistniejącego już hotelu, który znajdował się pod adresem Stawowa 19 (na rogu z ul. Młyńską, obecnie teren dworca kolejowego).

## Architektura

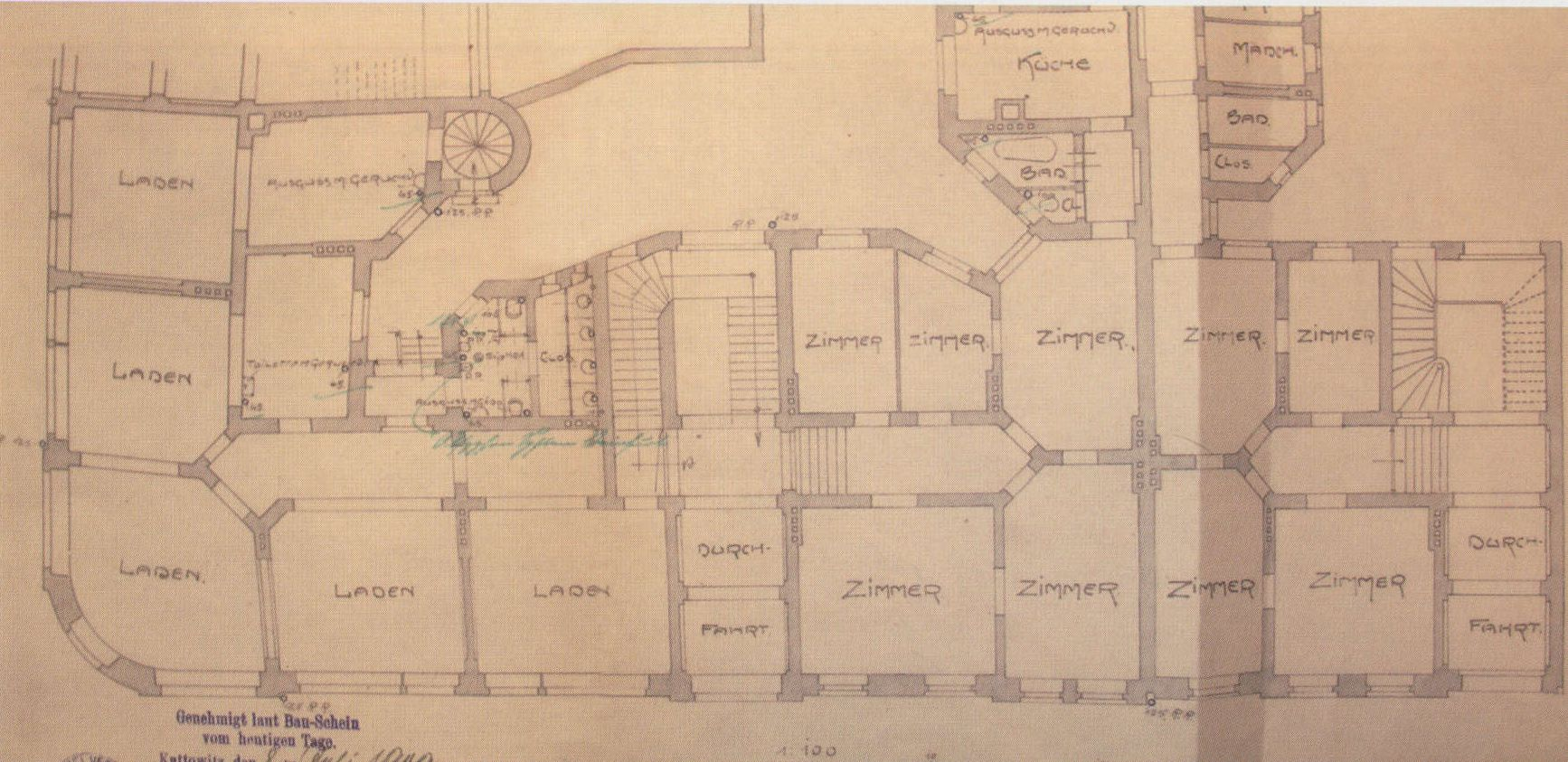
Rzut parteru na planie z 1909 roku

Kamienica wzniesiona na planie zbliżonym do prostokąta z zaokrąglonym narożnikiem i boczną oficyną. Usytuowana na narożnej parceli przy ul. Stawowej (dawniej Teichstrasse) i 3 Maja (dawniej Grundmanstrasse). Czterokondygnacyjna, podpiwniczona, z poddaszem, o bryle dwuskrzydłowej, urozmaiconej niewielkimi wykuszami, nad którymi balkony z kutymi, ozdobnymi balustradami. Nakryta dachem dwuspadowym o stromej połaci frontowej z lukarnami. Pierwotnie posiadała w narożu wysoką kopułę zwieńczoną iglicą, z dwiema dużymi lukarnami w bardzo ozdobnych obramieniach, naświetlającymi wewnętrzne, koliste pomieszczenie mieszkalne. Elewacja południowa (od ul. 3 Maja) czteroosiowa, wschodnia (od ul. Stawowej) dziewięcioosiowa z bramą wejściową. Na poziomie drugiej kondygnacji ośmioosiowa, z prostokątnymi oknami w tynkowanych opaskach, rozczłonkowana żłobkowanymi pilastrami. Okna trzeciej kondygnacji zwieńczone gzymsami wspartymi na konsolkach, pomiędzy którymi rzeźby główek aniołów. Na czwartej kondygnacji opaski okienne przerwane sztukatorskimi kartuszami. Okna w osi narożnej flankowane hermami. Elewację wieńczy fryz sztukatorski i gzyms oparty na konsolach. Wnętrza przebudowane, pozbawione pierwotnego wystroju.